# François de Noailles
Pour les articles homonymes, voir Noailles.
François de Noailles, né le 2 juillet 1519  à Noailhac et mort à Bayonne le 19 septembre 1585, protonotaire, ambassadeur de France à Venise, Londres, Rome et Constantinople et évêque non consacré de Dax de 1556 à 1562.

## Biographie
François de Noailles naquit au Château de Noailhac, situé en Corrèze au sein de la Maison de Noailles. Il est le fils de Louis de Noailles (1484–1540) et de Catherine de Pierre-Buffière, qui eurent 19 enfants, parmi lesquels Antoine de Noailles (1504–1562), gouverneur, maire de Bordeaux, lieutenant général en Guyenne, ambassadeur et amiral ainsi que Gilles de Noailles, abbé de l'Isle (1524–1600), ambassadeur à la Sublime Porte de Constantinople.
En 1556, il est nommé évêque de Dax mais le diocèse est de facto entre les mains des réformés et de Jeanne d'Albret. Bien qu'évêque de Dax, François de Noailles se montre plutôt tolérant envers les protestants ce qui le fait soupçonner d'hérésie. Il résigne néanmoins le siège épiscopal qui est attribué à son frère Gilles de Noailles vers 1562 sous la réserve d'une pension de 1.600 livres
D'abord en poste à l'ambassade de France à Venise dans les années 1560, le roi Charles IX le nomme ambassadeur à la Sublime Porte de Constantinople, de 1571 à 1575 en remplacement de son prédécesseur Guillaume de Grandchamp de Grantrie. Il maintint les relations privilégiées avec l'Empire ottoman dans le cadre de l'Alliance franco-ottomane. Après la bataille de Lépante, il a tenté d'atténuer l'impact de la victoire chrétienne sur les Ottomans, affirmant que les répercussions sur l'Empire ottoman n'étaient que minimes.
Il obtint du Pacha Selim II, fils de Soliman le Magnifique, le soutien de l'empire ottoman à Guillaume Ier d'Orange-Nassau. Ce dernier, à l'origine membre de l'entourage de Charles Quint et fidèle partisan des Habsbourg, fut surtout connu pour avoir été l'initiateur et le chef de la révolte des Pays-Bas espagnols contre le roi d'Espagne Philippe II, fils de Charles Quint. Cette révolte entraîna une volonté d'émancipation des États-Généraux qui conduisit à l'indépendance des Pays-Bas du nord, Provinces-Unies, alors que les Pays-Bas du Sud Belgica Regia retombaient sous la domination espagnole après la guerre de Quatre-Vingts Ans. Selim II activa les relations entre les partisans de Guillaume d'Orange et les révoltés Morisques d'Espagne en lutte contre Philippe II. En 1574, Selim II s'empare de Tunis lors de la bataille de Tunis et renverse le gouvernorat tunisois à la solde du roi d'Espagne.
François de Noailles meurt à Bayonne dans la nuit du 19 au 20 septembre 1585.